# Нікітинська (Вельський район)
Нікітинська (рос. Никитинская) — присілок в Вельському районі Архангельської області Російської Федерації.
Населення становить 24 особи. Входить до складу муніципального утворення Хозьминське муніципальне утворення.

## Історія
Від 1937 року належить до Архангельської області.
Від 2004 року належить до муніципального утворення Хозьминське муніципальне утворення.

## Населення
| 2002 | 2010 | 2012 | 2014 |
| ---- | ---- | ---- | ---- |
| 44   | ↘29  | ↘28  | ↘24  |